# Rondissone
 Rondissone (piemontiul: Rondisson) Olaszország Piemont régiójának, Torino megyének egy községe.

## Földrajza

Rondissoneközség Torino megye térképén

A vele szomszédos települések: Chivasso, Cigliano (Vercelli megye), Mazzè, Saluggia (Vercelli megye), Torrazza Piemonte éS Verolengo.